# Rhyolit

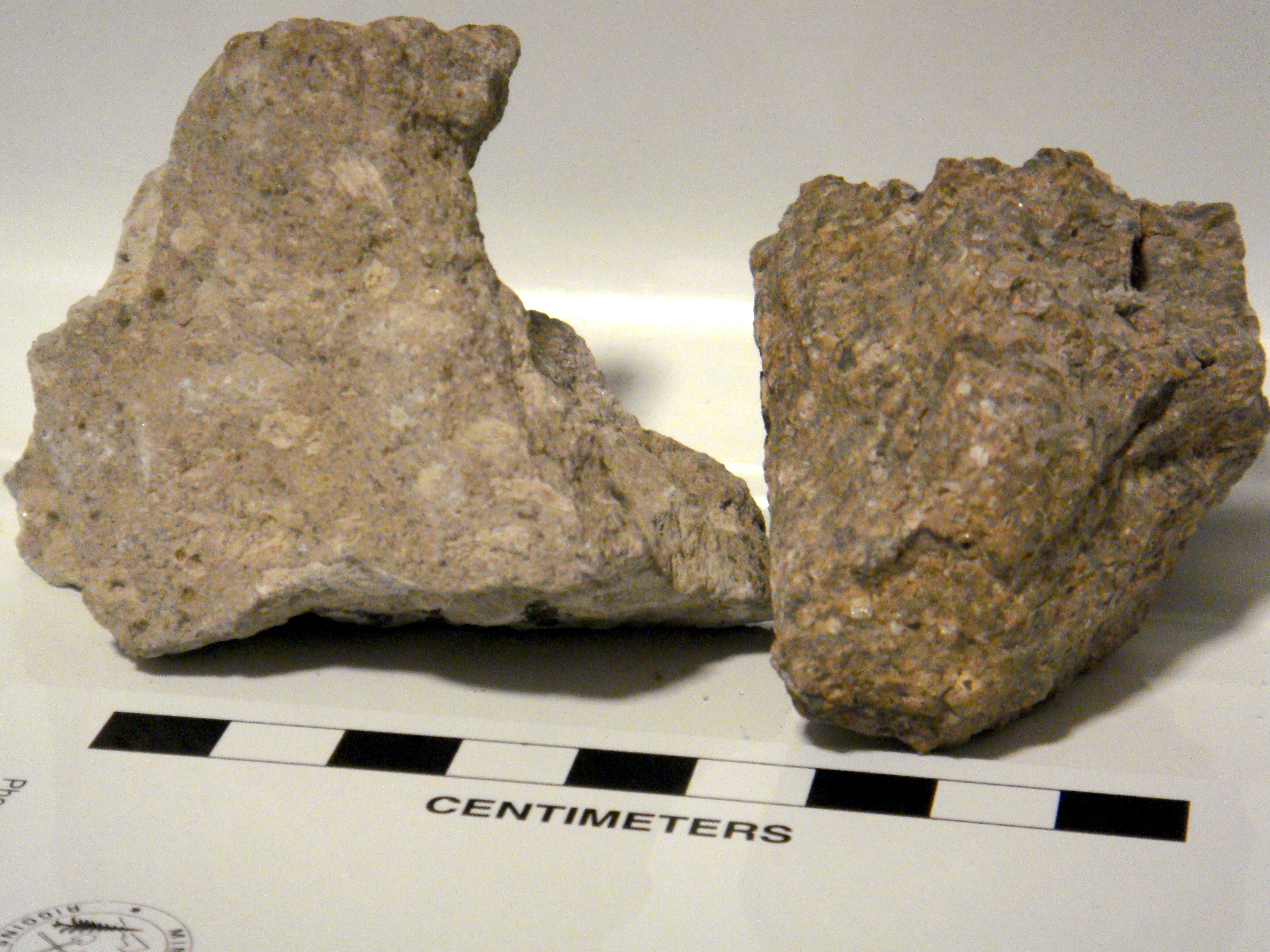
Đá trong Bishop tuff, chưa bị ép với pumice bên trái; bị ép với fiamme bên phải.

Rhyolit là một loại đá magma phun trào có thành phần axit (giàu dioxide silic) (> 69% SiO2 — xem phân loại TAS). Nó có thể có nhiều kiến trúc từ thủy tinh, ẩn tinh đến ban tinh. Các khoáng vật chính thường bao gồm thạch anh, fenspat và plagiocla kiềm (theo tỉ lệ > 1:2 — xem biểu đồ QAPF), còn các khoáng vật phụ phổ biến như biotit và hornblend.